# جوني فيشر
جوني فيشر (بالإنجليزية: John Fischer)‏ هو لاعب غولف أمريكي، ولد في 10 مارس 1912 في سينسيناتي في الولايات المتحدة، وتوفي في 25 مايو 1984.